# 内海誠子
内海 誠子（うつみ せいこ、2001年6月2日 - ）は、日本の女優。大阪府出身。太田プロダクション所属。
特技はバイオリン、空手、英語。

## 主な出演作品

### テレビドラマ
- ゲキカラドウ 第3話（2021年1月20日、テレビ東京） - 由美 役[2]
- 監察医 朝顔 第2シリーズ 最終話（2021年3月22日、フジテレビ） - 看護師 役
- ネメシス 第4話（2021年5月2日、日本テレビ） - 秋沢愛 役[3]
- 警視庁ゼロ係〜生活安全課なんでも相談室〜SEASON5 第8話 - 最終話（2021年6月18日 - 7月2日、テレビ東京） - 飯塚彩香 役
- 仮面ライダーリバイス 第3話・第4話・最終話ゲスト（2021年9月19日・26日・2022年8月28日、テレビ朝日） - 桶谷彩夏 / コング・デッドマン フェーズ2 役[4]
- 沼にハマってきいてみた～ヌマーソニック2021～DAY３（2021年11月17日、NHK Eテレ） - 日向萌 役[5]
- ヒロイン誕生!朝ドラな女たち 市川房枝（2022年1月21日、NHK BSプレミアム） - 鈴木 役
- 世にも奇妙な物語 夏の特別編「メロディに乗せて」（2022年6月18日、フジテレビ） - 店員 役
- 差出人は、誰ですか?（2022年10月11日 - 12月16日、TBS） - 渡辺ハナ 役
- この動画は再生できません 第1話（2022年10月31日・11月7日、テレビ神奈川） - セイラ 役
- トクメイ!警視庁特別会計係 第3話（2023年10月30日 、関西テレビ・フジテレビ） - マリリン 役
- 素晴らしき哉、先生!（2024年8月18日 - 10月6日、朝日放送テレビ・テレビ朝日） - 笹岡せり 役[6]
- おとなりコンプレックス（2025年2月21日 - 3月14日、フジテレビ） - 今村麻未 役[7]
- 相棒 Season23 第17話（2025年2月26日、テレビ朝日） - 羽藤美香 役
- 特捜9 final season 第5話（2025年5月7日、テレビ朝日） - 紙谷栞 役[8]

### 映画
- 死刑にいたる病（RIKIプロジェクト、2021年7月16日） - 女子高生 役
- 誰が為に花は咲く（Memento Film Club、2024年1月26日公開予定）[9]

### ミュージックビデオ
- bokula.「いつかの事」[10]

### CM
- ハウスメイト「就活生のメイト」篇（2024年1月12日 - ） - 指原莉乃、中尾明慶、椎名桔平と共演[11]